# John de Critz

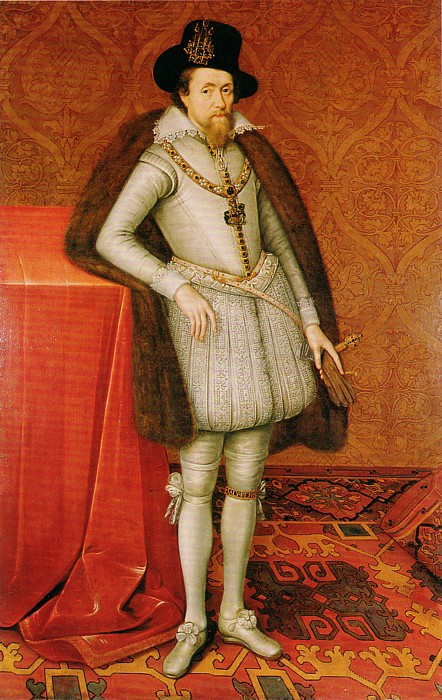
Porträt des englischen Königs Jakob I. von John de Critz, etwa 1606

John de Critz der Ältere (auch John Decritz; * 1551 oder 1552 in Antwerpen; beerdigt am 14. Mai 1642 in London) war ein Porträtmaler flämischer Herkunft, der am Hof der englischen Könige Jakob I. und Karl I. wirkte.

## Leben
Er wurde noch als Kind aus dem habsburgisch besetzten Antwerpen nach England gebracht. Der ebenfalls im Exil lebende flämische Maler und Dichter Lucas de Heere unterrichtete ihn. In den späten 1590er Jahren etablierte sich de Critz in London als unabhängiger Künstler. 1603 erhielt er die ehrenhafte und lukrative Stellung des Serjeant Painter des Königs. Diesen Posten bekleidete er zuerst zusammen mit Leonard Fryer, ab 1610 mit Robert Peake bis zu dessen Tod 1619.

## Nachkommen
Von seinen Söhnen sind John der Jüngere (vor 1599 bis nach 1642), der ebenfalls königlicher Hofmaler war, sowie Thomas (1607–1653) und Emmanuel (1608–1665) namentlich überliefert, auch die letzten beiden waren Maler.

## Werk
De Critz’ Werk besteht vor allem aus Porträts von Mitgliedern der königlichen Familie und hohen Beamten. Er hatte als Serjeant Painter aber auch Bilder anderer Maler zu kopieren oder beispielsweise die Paläste, Kutschen und Boote des Königs zu bemalen und für die Dekoration verschiedener Festlichkeiten zu sorgen.

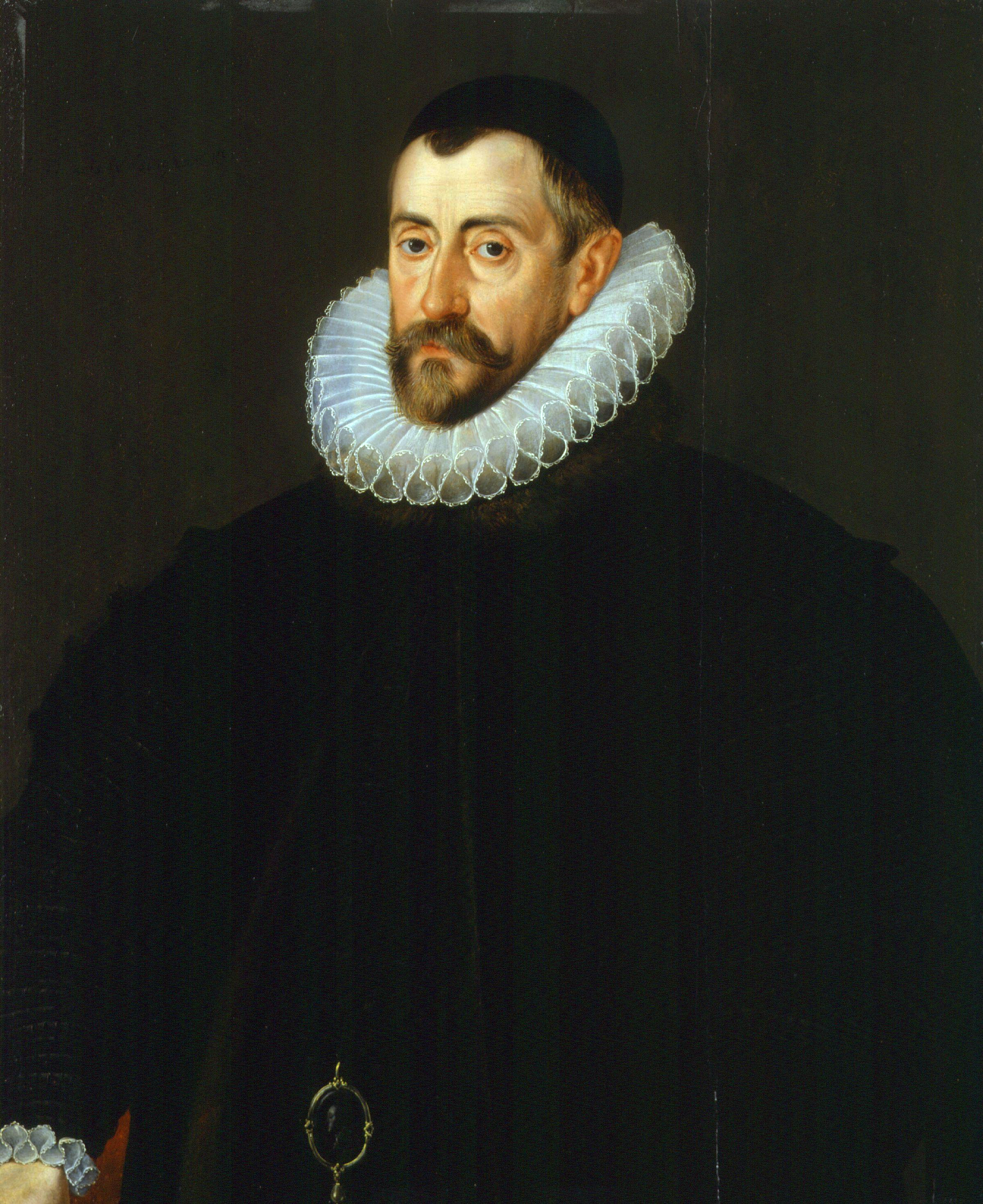
Francis Walsingham etwa 1587
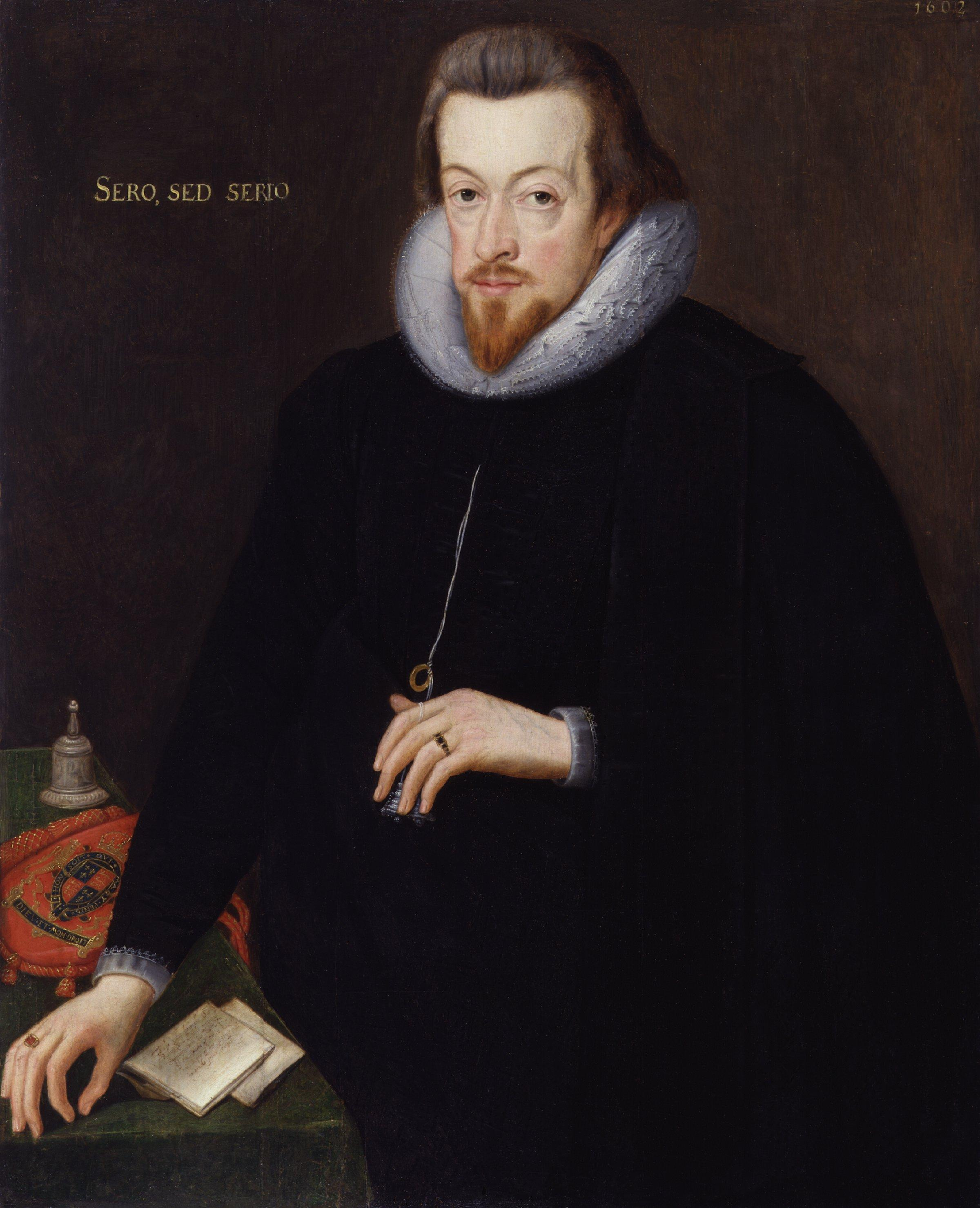
Robert Cecil de Critz zugeschrieben etwa 1602
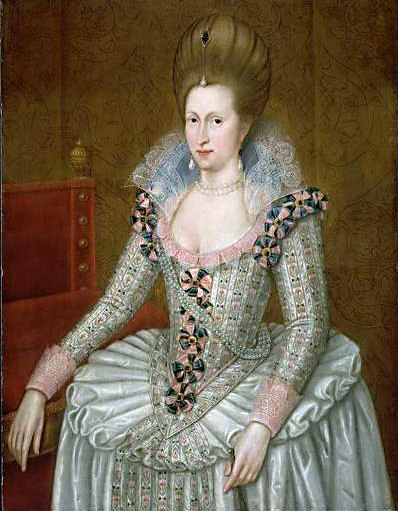
Anna von Dänemark etwa 1605
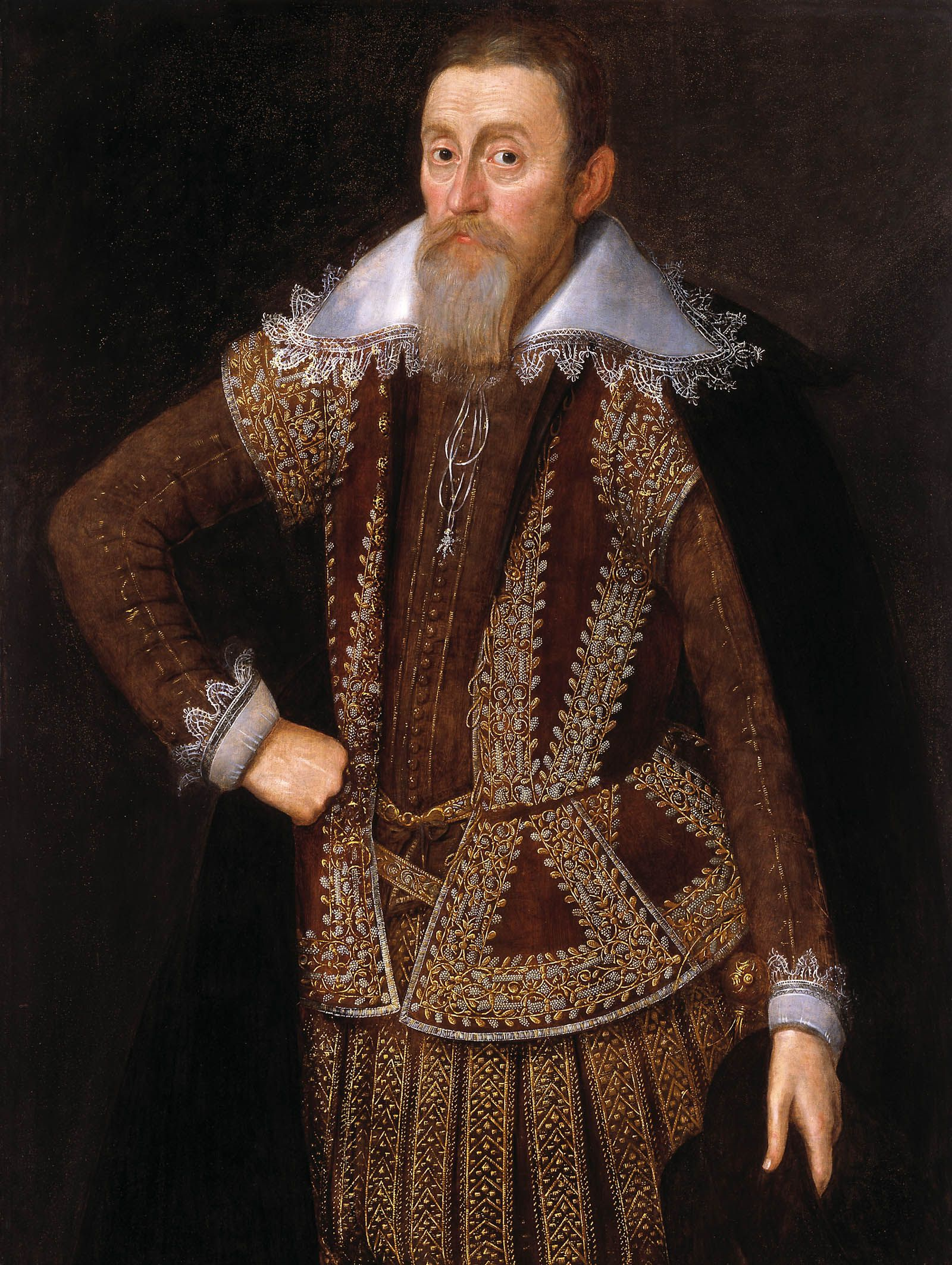
William Parker, Baron Monteagle etwa 1615